# The Sims 2: Pets (Game Boy Advance)
The Sims 2: Pets — однопользовательская видеоигра в жанре симулятора жизни для портативной приставки Game Boy Advance, которая была разработана студией Maxis и выпущена компанией Electronic Arts. В США игра вышла 7 ноября 2006 года. The Sims 2: Pets разрабатывалась параллельно с дополнением к The Sims 2 — «Питомцы». Несмотря на одинаковоe название, версия для GBA является самостоятельной игрой с двухмерной, изометрический графикой. Аналогичный движок применялся и в предыдущих играх серии The Sims для Game Boy Advance  — Bustin’ Out, The Urbz и The Sims 2. Это также самая последняя игра серии The Sims, созданная для данного портативного устройства. 
Критики дали смешанные отзывы игре. С одной стороны они похвалили The Sims 2: Pets за большое разнообразие локаций, взаимодействий и игрового процесса, тем не менее игровой мир чувствуется пустым, а также критики сочли игровой процесс с животными некачественно сделанным, словно он является лишним элементом в общем геймплее.

## Игровой процесс
The Sims 2 Pets для Game Boy Advance представляет собой игру с двухмерной графикой и предлагает линейное прохождение, где игрок создаёт персонажа женского или мужского пола. Далее согласно сюжету управляемый сим переезжает в городок Баркерсвилль (англ. Barkersville) и может арендовать квартиру, а затем по настоянию местных жителей, покупает в зоомагазине нового питомца, за которым он должен ухаживать. Базовая задача игрока заключается в периодическом удовлетворении базовых потребностей управляемого сима, во сне, еде, гигиене, туалете и отдыхе и общении. Если игрок не будет удовлетворять потребности, персонаж станет раздражительным, откажется выполнять команды и даже может при людно опозорится. Сим должен воспитывать питомца и обучать его командам, чтобы затем он мог выигрывать в соревнованиях. Помимо этого, игрок должен продвигаться в игре и зарабатывать деньги, выполняя просьбы местных жителей от починки сломанных вещей или чистки города, до поиска пропавших животных и соревнований с питомцами. Со временем игрок становится ветеринаром и должен ухаживать за больными животными.
В игре также можно развивать навыки персонажа, например после посещения тренажёрного зала, можно улучшить свою физическую форму, в то время как некоторые покупки в гаражной мастерской увеличат ловкость. Игрок также должен развивать отношения с другими персонажами, при это развитие отношений представляет собой мини-игру, где игрок должен подбирать бегающие смайлики, отображающие разные эмоциональные состояния, как положительные, так и отрицательные, если игрок поймает красный смайл, то отношение будет портиться. Также игрок может подбирать значки романтических действий. 

## Создание и выход
Разработка The Sims 2 Pets для Game Boy Advance шла параллельно с тематическим дополнением «Питомцы» для The Sims 2 для персональных компьютеров, а также с версией для игровых приставок и для Nintendo DS. Разработчики рассчитывали, что игра, затрагивающая тему ухода за животными сумеет «взорвать» игровой рынок. Сама версия для GBA делалась с особым уклоном на ролевую игру. 
Впервые о предстоящем выпуске игры стало известно на выставке E3, где наряду с дополнением «Питомцы», была анонсирована игра для GBA. Её выход состоялся состоялся 7 ноября 2006 года.

## Восприятие
| Сводный рейтинг    | Сводный рейтинг |
| Агрегатор          | Оценка          |
| ------------------ | --------------- |
| GameRankings       | 68,50 % (GBA)   |
| Иноязычные издания |                 |
| Издание            | Оценка          |
| Nintendo-x2        | 7,2/10          |
| IGN                | 6,5/10          |

Игра получила смешанные отзывы, и, основываясь на общей оценке критиков с сайта-агрегатора Game Rankings, средняя оценка игры составляет 68,50%.
В целом положительный отзыв оставил Дуглас Эндрю, критик сайта Nintendo-x2, он заметил, что вопреки ожиданиям, питомцы не являются центральной темой игры, скорее выступая незначительным дополнением к самому симулятору жизни. При этом у рецензента сложилось впечатление, что создатели просто переделали The Sims 2 для GBA, в спешке добавив домашних животных, так как ИИ и взаимодействия людей выглядят гораздо более проработанными. Сама игра по мнению Дугласа позволяет скрасить время во время поездки, когда невозможно играть в The Sims 2, так как предлагает большое разнообразие действий, позволяющих персонажу совершенствоваться и достигать определённых целей. Тем не менее ограниченные характеристики GBA сказываются и на игре, так как она предлагает достаточно пустые локации, не позволяющие игроку заполнить каждый уголок вещами и персонажами, как в играх на других приставках. Однако данный недостаток вполне компенсируется обилием разных действий и заданий, который займут игрока на несколько часов. Дуглас также оценил управление в игре, явно усовершенствованное и упрощённое в сравнении с предыдущими играми серии The Sims для GBA, тем не менее меньшее количество кнопок в интерфейсе требует более частых нажатий. Критик также похвалили игру за её графику, заметив, что создателям удалось с ограниченными характеристиками воссоздать яркий мир с его разнообразными персонажами. Тем не менее анимации животных выглядят не очень хорошо. 
Сдержанный отзыв оставил критик Крис Адамс с сайта IGN, который назвал The Sims 2: Pets попыткой объединить The Sims с Nintendogs в итоге получая лишённую своей глубины игру. Тем не менее критик похвалил введение мини-игр в стиле DDR, вместо повторяющихся и последовательных опций в остальных играх The Sims, что значительно упрощает игровой процесс и делает его динамичнее. Крис также похвалил игру за её большое разнообразие локаций и интерактивных предметов, тем не менее город чувствуется крайне безжизненным. Рецензент раскритиковал животных в игре, заметив, что они выглядят маленькими, неаккуратно сделанными, с плохими анимациями и загораживающими проход симам, «будто их добавили в последний момент разработки игры». В целом критик заметил, что The Sims 2: Pets придётся по душе поклонникам портативных The Sims, однако определённо не тем, кто ищет игру про животных, в данном случае версия для Nindendo DS гораздо больше преуспела в данной задаче. 